# Cohors-Asturies
Le réseau Cohors-Asturies fut, durant la Seconde Guerre mondiale, un mouvement de la Résistance à l'Occupation fondé en avril 1942 par Christian Pineau et Jean Cavaillès (de Libération-Nord). Cent dix-huit de ses huit cent soixante-treize agents homologués périrent à l'ennemi, dont quatre-vingt-cinq en déportation. Cent quarante survécurent à la prison ou la déportation.

## Histoire

### Création du réseau Cohors
Le réseau Cohors fut créé en avril 1942, à l'instigation du Bureau central de renseignements et d'action (BCRA) organisé à Londres par le général de Gaulle. Sa réalisation fut confiée par le chef du BCRA, le Colonel Passy (de son vrai nom André Dewavrin), à Christian Pineau en mars-avril 1942, lors du séjour de celui-ci à Londres.
Pineau prend la direction du réseau qui fonctionne en zone sud, le réseau Phalanx, et confie l'organisation en zone occupée à Jean Cavaillès, membre du comité directeur du mouvement Libération. La liaison entre les deux organisations est assurée par le Colonel Rémy (de son vrai nom Gilbert Renault), de la Confrérie Notre-Dame, et par Jean Moulin. Le transfert des informations et des moyens passent par Phalanx, ce qui oblige à multiplier les voyages, facteurs de risques inutiles, et ralentit considérablement l'action.  
En février 1943, Cohors devient complètement autonome : le voyage de Jean Cavaillès à Londres lui permet, en plein accord avec Christian Pineau, d'obtenir deux opérateurs radio et un budget spécifique, quoique très insuffisant, afin de maintenir les opérations.
D'abord réseau de renseignement organisé à Paris et en Île-de-France freiné dans l'action de sabotage par les réticences des membres socialistes de Libération-Nord, il s'étend très vite vers le nord (jusqu'en Belgique), vers le sud, (Narbonne, Toulouse, Marseille et même Nice) et vers l'ouest, (en Bretagne et en Normandie notamment). À partir de 1943, Cohors déploie les actions de sabotage que René Parodi, à la suite de ses rencontres clandestines avec Jean Cavaillès, avait initiées dès juin 1941. Cavaillès confie à son ancien élève et adjoint Jean Gosset la direction d'une section créée à la demande du BCRA, en échange du budget accordé, pour coordonner, planifier, préparer et exécuter la seule Action immédiate.

### Infiltration
Un des opérateurs radio du réseau est arrêté et livre le code. Un grand nombre des adresses des membres, qui sont huit cents, sont enregistrées par la Gestapo. L'arrestation de Jean Cavaillès, le 28 août 1943, désorganise le réseau, qui est contraint d'arrêter temporairement ses activités. Deux cents membres seront déportés, trente fusillés.
Toutefois, Jean Cavaillès ne parle pas sous la torture. Il parvient pendant plusieurs mois à berner ses geôliers, qui finissent par recoupement par lui rattacher un grand nombre de pseudonymes et comprendre qu'il a un rôle central mais ne l'identifient pas. Il donne ainsi au réseau Cohors le temps de se réorganiser. Traduit devant un tribunal militaire, il est fusillé sur-le-champ, le 17 février 1944.

### Reconstitution sous le nom Asturies
Les activités reprennent aussitôt sous la direction de Jean Gosset, qui prend la tête du réseau. Le réseau change alors de nom, et s'appelle désormais « Asturies ».
Alors que Cohors était très centralisé, Asturies est régionalisé, cependant que les activités de renseignement et d'action sont réparties dans deux branches distinctes. Cette réorganisation accroît encore l'efficacité. Le 24 avril 1944, Jean Gosset est arrêté, puis déporté au camp de concentration de Neuengamme, où il décède le 21 décembre 1944.
Après un bref intérim de Daniel Apert, c'est Albert Guerville qui assume les derniers mois d'activité avant la Libération. Selon le colonel Passy et Jacques Soustelle, Cohors-Asturies fut l'un des réseaux les plus importants qui ait été fondé par le BCRA de Londres.
Leur principale boîte aux lettres était l'atelier du sculpteur René Iché au 55 rue du Cherche-Midi à Paris.

## Personnalités du réseau
- Jean Cavaillès, philosophe
- René Iché, sculpteur
- Yves Rocard, physicien
- Pierre Depoid, statisticien
- Gabrielle Ferrières
- Césaire Levillain, enseignant
- Suzanne Savale (1904-1952)
- François Beaudoin, député de la Moselle
- Suzanne Tony Robert
- Suzanne Leclézio, infirmière
- Jean Warin agrégé de lettres
- Yvonne Ziegler, artiste peintre